# Curtara cangana
Curtara cangana är en insektsart som beskrevs av Delong 1980. Curtara cangana ingår i släktet Curtara och familjen dvärgstritar. Inga underarter finns listade i Catalogue of Life.